# Hysteropterum straminum
Hysteropterum straminum är en insektsart som beskrevs av De Bergevin 1915. Hysteropterum straminum ingår i släktet Hysteropterum och familjen sköldstritar. Inga underarter finns listade i Catalogue of Life.